# فالديبينياس دي جيان
بلدية فالديبينياس دي جيان (بالإسبانية: Valdepeñas de Jaén) هي بلدية تقع في مقاطعة جيان التابعة لمنطقة أندلوسيا جنوب إسبانيا.

## الديموغرافيا
بلغ عدد سكان بلدية فالديبينياس دي جيان 4.108 نسمة عام 2011 (وفقاً للمعهد الوطني الإسباني للإحصاء).
| 4.560 | 4.520 | 4.501 | 4.315 | 4.224 | 4.198 | 4.108 |